# Johannes Eckhoff
Johannes Eckhoff, född 26 april 1919 i Kristiania (nuvarande Oslo), 26 april 2007 i Spanien, var en norsk skådespelare.
Eckhoff var son till direktör Johannes Nicolay Eckhoff (1878–1919) och Hilda Birgitte Thurn-Basberg (1886–1946). Johannes Eckhoff var yngst av sex syskon. Fadern avled i blindtarmsinflammation när sonen endast var två månader gammal. Familjen splittrades och Johannes Eckhoff skickades till Tyskland där han uppfostrades hos nunnor. Senare flyttade han tillbaka till Norge, först till Gudbrandsdalen och därefter till Lillehammer, där han efter eget önskemål blev uppfostrad hos järnhandlare Borgen. Under skoltiden blev Eckhoff mobbad i skolan för sin tyskpräglade dialekt.
Efter middelskolen började han studera på teaterskola i Frankfurt. Erfarenheterna där gjorde honom till tysk motståndsman under den tyska ockupationen av Norge 1940–1945. Eckhoff scendebuterade 1939 på Trøndelag Teater i rollen som gammal man i Papirkassa. Åren 1940–1945 var han engagerad vid Centralteatret och 1945–1969 vid Det Nye Teater. Under de första åren efter andra världskriget återvände han till Centralteatret för några gästuppträdanden. Mellan 1976 och 1985 var han vid Riksteatret och därefter vid Seniorteatret.
Eckhoff spelade såväl i komedier som barnteater och absurd dramatik. Han utmärkte sig också i sina många radioprogram för barn och för sin uppsökande verksamhet i fängelse, specialskolor och sjukhus, där han utan ersättning uppträdde.
Vid sidan av teatern verkade han som filmskådespelare. Han debuterade 1942 i Toralf Sandøs Jeg drepte! och medverkade i sammanlagt 25 film- och TV-produktioner 1942–1999.
Han erhöll 1982 Teskjekjerringprisen, 1994 Kungens förtjänstmedalj i guld och mottog även Gudbrandsdalsprisen och Statens stipendium för äldre skådespelare.
Han var från 1947 gift med Bodil Voigt (1921–2005).

## Filmografi
- 1942 – Jeg drepte!
- 1946 – Englandsfarare
- 1947 – Sankt Hans fest
- 1948 – Kampen om atombomben
- 1949 – Svendsen går videre
- 1960 – Millionær for en aften
- 1962 – Sønner av Norge kjøper bil
- 1963 – Om Tilla
- 1965 – De kalte ham Skarven
- 1966 – Broder Gabrielsen
- 1970 – Bjurra
- 1970 – Die Deutschlandreise
- 1971 – Full utrykning
- 1973 – Barselstuen
- 1976 – Resan till julstjärnan
- 1982 – Bröderna Dal och de mystiska spektralstenarna (TV-serie)
- 1989 – Tidlös kärlek
- 1991 – Fedrelandet (TV-serie)
- 1992 – Giftige løgner
- 1993 – Secondløitnanten
- 1996 – Gåten Knut Hamsun
- 1999 – The Longest Journey (röst i TV-spel)